# Ajuga multiflora
Ajuga multiflora là một loài thực vật có hoa trong họ Hoa môi. Loài này được Bunge mô tả khoa học đầu tiên năm 1833.

## Hình ảnh

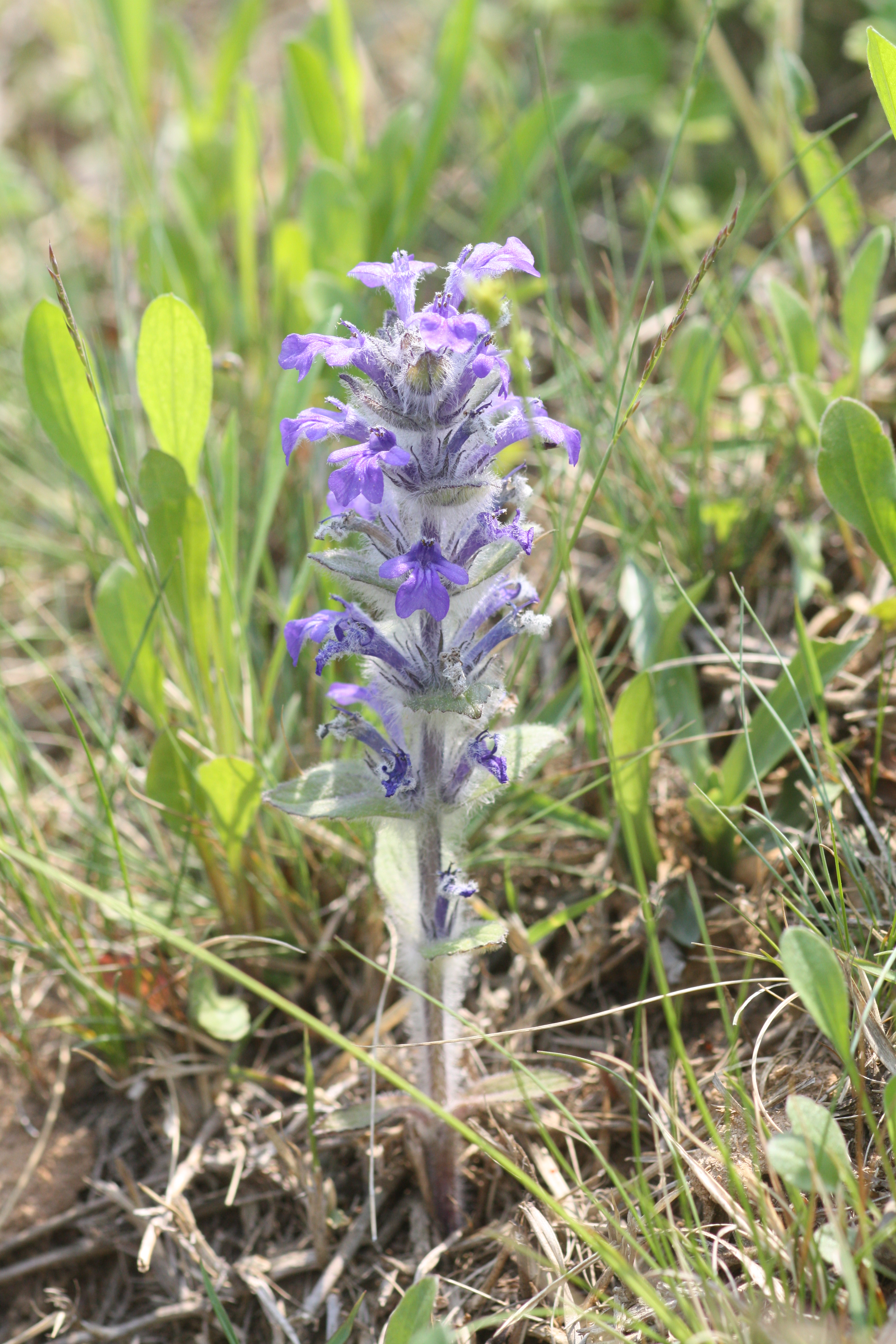
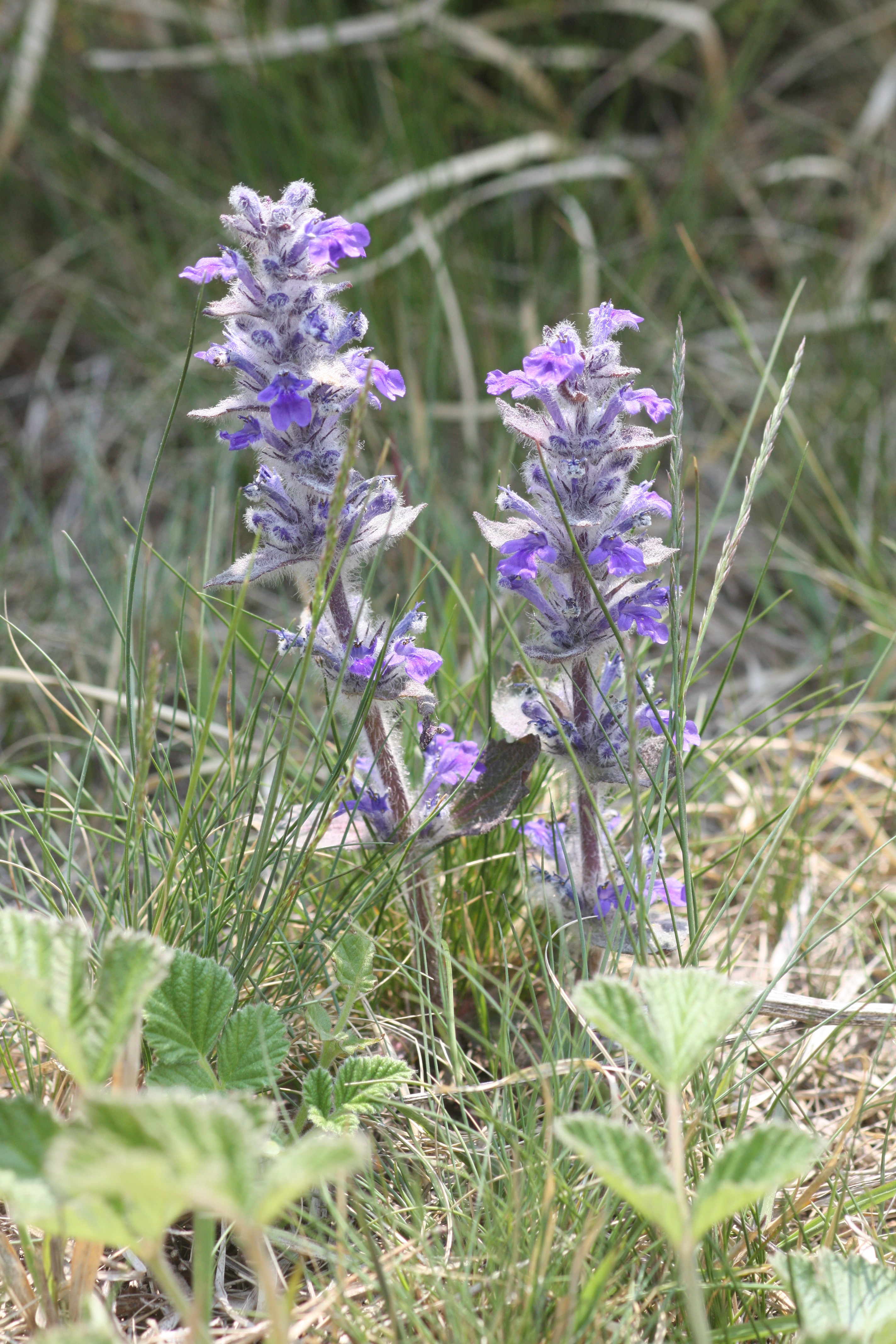
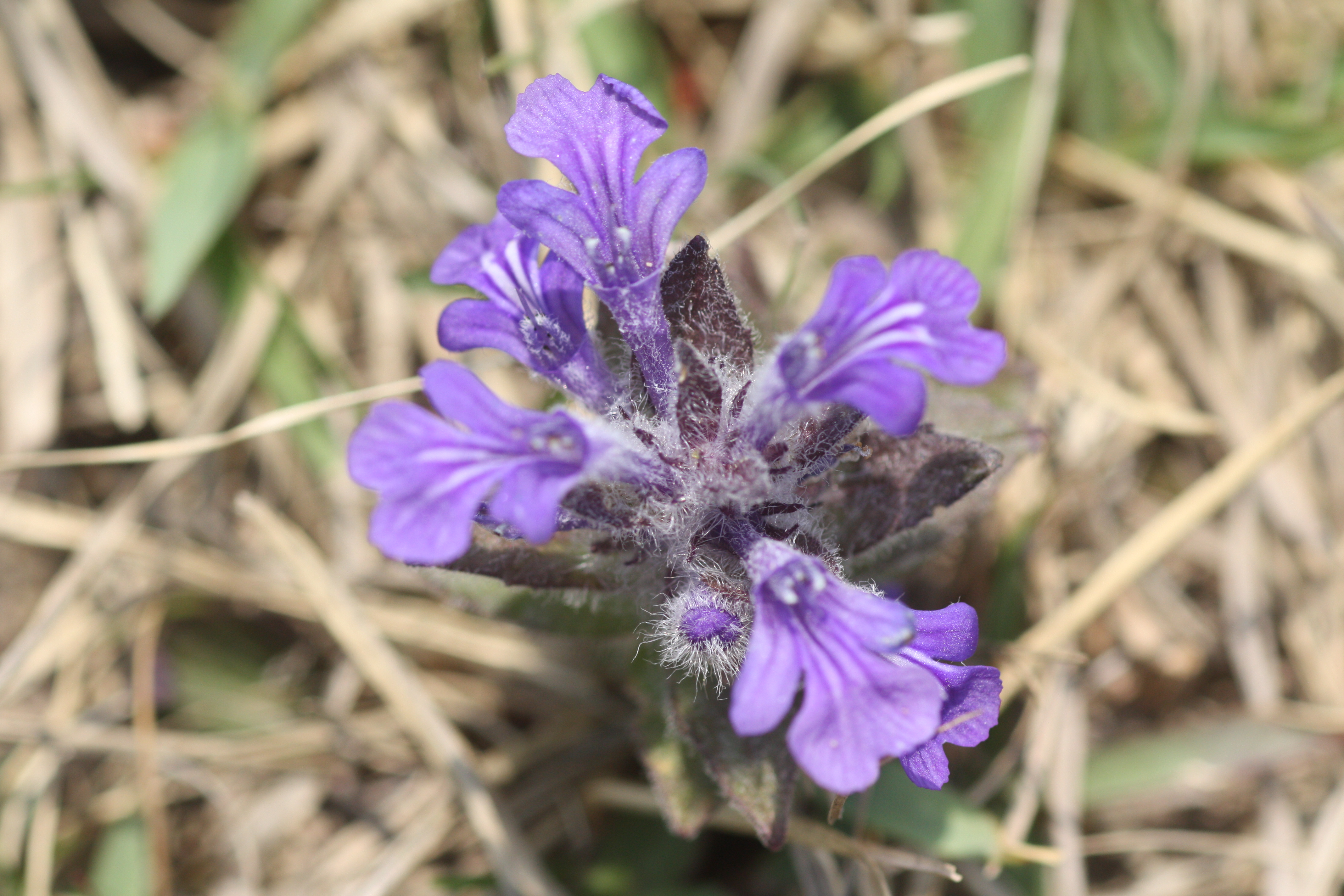